# María Colón
María Caridad Colón Rueñes-Salazar (Baracoa, 25 de março de 1958) é uma ex-atleta e campeã olímpica cubana, especializada no lançamento do dardo e a primeira mulher latino-americana a se tornar campeã olímpica.
Bicampeã pan-americana em San Juan 1979 e Caracas 1983, Colón ganhou a medalha de ouro da prova olímpica em Moscou 1980, derrotando dez competidoras do leste europeu, entre elas Ruth Fuchs, bicampeã olímpica e Tatiana Biryulina, recordista mundial - das doze atletas que fizeram a final apenas Colón e a italiana Fausta Quintavalla, última colocada, não eram da região, que dominava a modalidade - com um lançamento de 68,40 m, novo recorde olímpico.
Colón continua hoje vinculada aos esportes, integrando o Instituto Superior de Cultura Física Comandante Manuel Fajardo e o Instituto Cubano de Deportes, em Havana.